# Там-там бубањ
Там-там бубањ је тронко-коничан бубањ коришћен у афричком друштву. Веровало се да је бубањ свети предмет и да га само врач може свирати.  Орнаменти на инстументу су симболи народа Сенуфо.

## Изглед
Там-там бубањ је израђен у једном комаду дрвета. Доњом шупљином належе на главу женске фигуре у клечећем положају која га придржава рукама. Наглашени су женски атрибути. На средини бубња налазе се изрезбарени гуштер, змија, птица дугих ногу и дугог кљуна.

## Порекло
Бубањ потиче из свете шуме, а служио је у обредне сврхе и припадао је племенском врачу. Пронашли су га Веда Загорац и др Здравко Печар и тренутно се налази у Музеју афричке уметности.